# Towa Carson

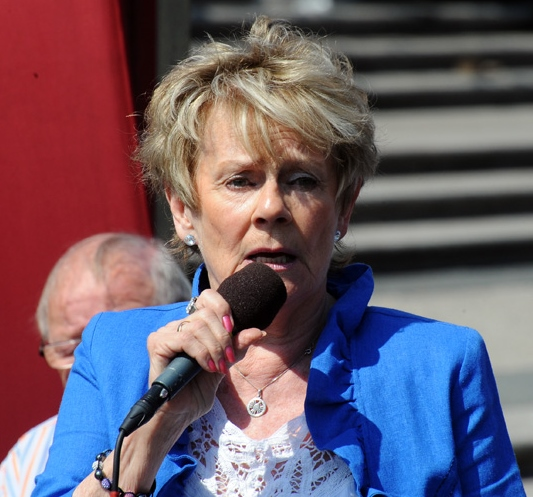
Towa Carson (2013)

Towa Carson, eigentlich Birgit Rose-Marie Anlert, geborene Birgit Carlsson (* 31. März 1936 in Eskilstuna) ist eine schwedische Schlagersängerin.

## Leben
Carson debütierte 1954 und hatte nach kurzer Zeit Erfolge in den 1950ern und 1960ern, wo sie viele Duette mit Lasse Lönndahl aufnahm. Sie nahm zweimal an dem schwedischen Gesangswettbewerb Melodifestivalen teil, der als nationale Vorauswahl für den Eurovision Song Contest diente. 1967 errang sie dabei mit dem Song Du vet var jag finns den dritten Platz. 1968 erreichte sie mit Alla har glömt took den vierten und mit Vem frågar vinden den fünften Platz.
2004, im Alter von 68 Jahren, schloss sie sich mit den ehemaligen Melodifestivalen-Teilnehmern Siw Malmkvist und Ann-Louise Hanson zusammen, um unter dem Namen Hanson, Carson & Malmkvist erneut an dem Wettbewerb teilzunehmen. Durch das fortgeschrittene Alter der Sängerinnen wurde ihr Auftritt in den Medien aufgegriffen. Ihr Song C’est la vie erreichte schließlich den zehnten Platz.
Carson ist mit dem ehemaligen Fußballspieler Bengt Anlert verheiratet. Der ungewöhnliche Vorname ihres Künstlernamens beruht auf dem von ihrem Vater verwendeten Kosenamen „Min lilla Tova“, der auf ihre wirren Haaren anspielt (tova heißt Zotte bzw. Haarbüschel auf Schwedisch).

## Diskografie (Auswahl)

### Alben
- 2005: Towas bästa (Kompilation, EMI)

### Singles
| Jahr | Titel Album    | Höchstplatzierung, Gesamtwochen, AuszeichnungChartsChartplatzierungen (Jahr, Titel, Album, Platzierungen, Wochen, Auszeichnungen, Anmerkungen) | Anmerkungen                                                                 |
| Jahr | Titel Album    | SE | Anmerkungen                                                                 |
| ---- | -------------- | --- | --------------------------------------------------------------------------- |
| 2004 | C’est la vie – | SE33 (5 Wo.)SE | Erstveröffentlichung: 19. März 2004 mit Siw Malmkvist und Ann-Louise Hanson |

Weitere Singles
- 1958: Kärlek i april
- 1959: Större än Texas
- 1959: De tre klockorna
- 1961: Sjöman
- 1962: Sayonara
- 1962: Varför är solen så röd?
- 1963: Runt hela vår värld
- 1964: Visa mig hur man går hem (mit Lars Lönndahl)
- 1964: Hjärta
- 1964: Se vad kärleken har gjort
- 1966: Tusen och en natt
- 1966: Edelweiss
- 1967: Alla har glömt
- 1967: Alla slavar (Jag tänker bara på dig)
- 1967: Det är lugnt och tyst
- 1968: Du vet var jag finns
- 1968: Tack för att du älskar mig
- 1969: Casatschok
- 1970: Jag vill aldrig mer bli kär igen
- 1970: Det skall bli vi (mit Lars Lönndahl)
- 1970: Brevet
- 1970: Tänk, när ljusen tänds igen...
- 1971: Simsalabim
- 1972: Om man kunde få lite sol
- 1973: Kiviks marknad
- 1978: Casablanca